# Cáseum
El cáseum (del latín caseum, que significa "queso") es una masa pastosa blanquecino-amarillenta, de aspecto semejante al requesón, que aparece en los tejidos afectados de necrosis caseosa. Es una materia con aspecto de queso, que puede aparecer en cualquier parte del cuerpo, como consecuencia de la caseificación.

## Terminología
Cuando se usa como voz latina no castellanizada: caseum, debe escribirse en cursiva y sin tilde.
Es un error ortográfico escribirlo como "casium".

## Diagnóstico diferencial
- Tonsilolito es un cálculo en la amígdala palatina, generalmente menor de un centímetro, y que se suele expulsar espontáneamente.

## Tratamiento
La actuación terapéutica consiste en eliminar quirúrgicamente todo el tejido necrosado, y  administrar fármacos antibióticos o antifúngicos (en función del germen causante) y antiinflamatorios.